# Drycothaea estola
Drycothaea estola är en skalbaggsart som först beskrevs av Auguste Lameere 1893.  Drycothaea estola ingår i släktet Drycothaea och familjen långhorningar.
Artens utbredningsområde är Venezuela. Inga underarter finns listade i Catalogue of Life.